# Mariano Ospina Navia
Mariano Ospina Navia (Cali, 6 de noviembre de 1915-Santa Marta, 3 de febrero de 2008) fue un político y militar colombiano. 
Ejerció como comandante de la Fuerza Aérea de Colombia entre 1962 a 1965 y como Ministro de Fomento durante el gobierno de Gustavo Rojas Pinilla. 

## Biografía
Nacido en Cali en 1915, primero estudió en Ingeniería en la Universidad del Cauca, para después pasar a la Escuela Militar de Cadetes General José María Córdova en 1934, y posteriormente graduarse de ingeniero de la Universidad Nacional. Obtuvo el grado de Subteniente en 1936 y realizó una especialización en ingeniería militar en Fort Belvoir, Virginia, Estados Unidos. En 1936 fue asignado al Instituto Geográfico Militar y luego al Grupo de Artillería "Berbeo"; en estas dos instituciones participó de la planeación y construcción del ferrocarril de campaña La Tagua - Caucayá.
En 1939 se unió a al ejército y en 1947 se autorizó su traslado a la Fuerza Aérea, en 1948 es ascendido al grado de Mayor y en 1950 se convirtió en piloto militar de la Escuela Militar de Aviación de Cali. El 29 de noviembre de 1955 fue encargado como Comandante de la Fuerza Aérea mientras ausencia del titular. El 9 de mayo de 1956 fue nombrado por Gustavo Rojas Pinilla como Ministro de Fomento, manteniendo el cargo hasta el nombramiento de la Junta Militar; siendo ministro impulsó la construcción del Aeropuerto de San Andrés. También durante el gobierno de Rojas fue ministro Interino de Obras Públicas, Comunicaciones y de Agricultura. También en mayo de 1956 fue nombrado como miembro de la Junta Directiva del Instituto Colombiano de Asuntos Nucleares.
En diciembre de 1961 fue ascendido al grado de Brigadier general y en 1962 asume como comandante titular de las Fuerzas Aérea de Colombia. Durante su comando, incorporó los helicópteros UH-1B al armamento del país y viajó como representante de Colombia a la III Conferencia Interamericana de Comandantes de Fuerza Aérea, realizada en 1963 en Estados Unidos y en la IV Conferencia, realizada al año siguiente en Brasil. En 1964 asciende al grado de Mayor General y en 1965 asistió a la Reunión de Comandantes de Fuerzas Aéreas en Washington; este mismo año termina su mandato como comandante y se retira del servicio militar. Fue uno de los fundadores de Satena.
Fue Intendente de Putumayo en 1973, profesor de la Escuela de Ingenieros del Ejército, comandante de la Base Aérea de Palanquero, jefe de inteligencia de la Fuerza Aérea, jefe del Estado Mayor de la Fuerza Aérea y agregado militar en las embajadas en Estados Unidos y Canadá. Como ingeniero militar dirigió la construcción de puentes en zonas como La Pedrera, Tarapacá y Tres Esquinas.

## Familia
Pariente de la poderosa Familia Ospina, era nieto del militar Mariano Ospina Chaparro, destacada figura de las guerras civiles del siglo XIX; Ospina Chaparro era hijo de Pastor Ospina Rodríguez y sobrino de Mariano Ospina Rodríguez. Su padre fue el coronel Luis Ospina Bernal y su madre Mercedes Navia de Ospina. Era hermano de Francisco Ospina Navia.